# ウィリアムズ (アリゾナ州)

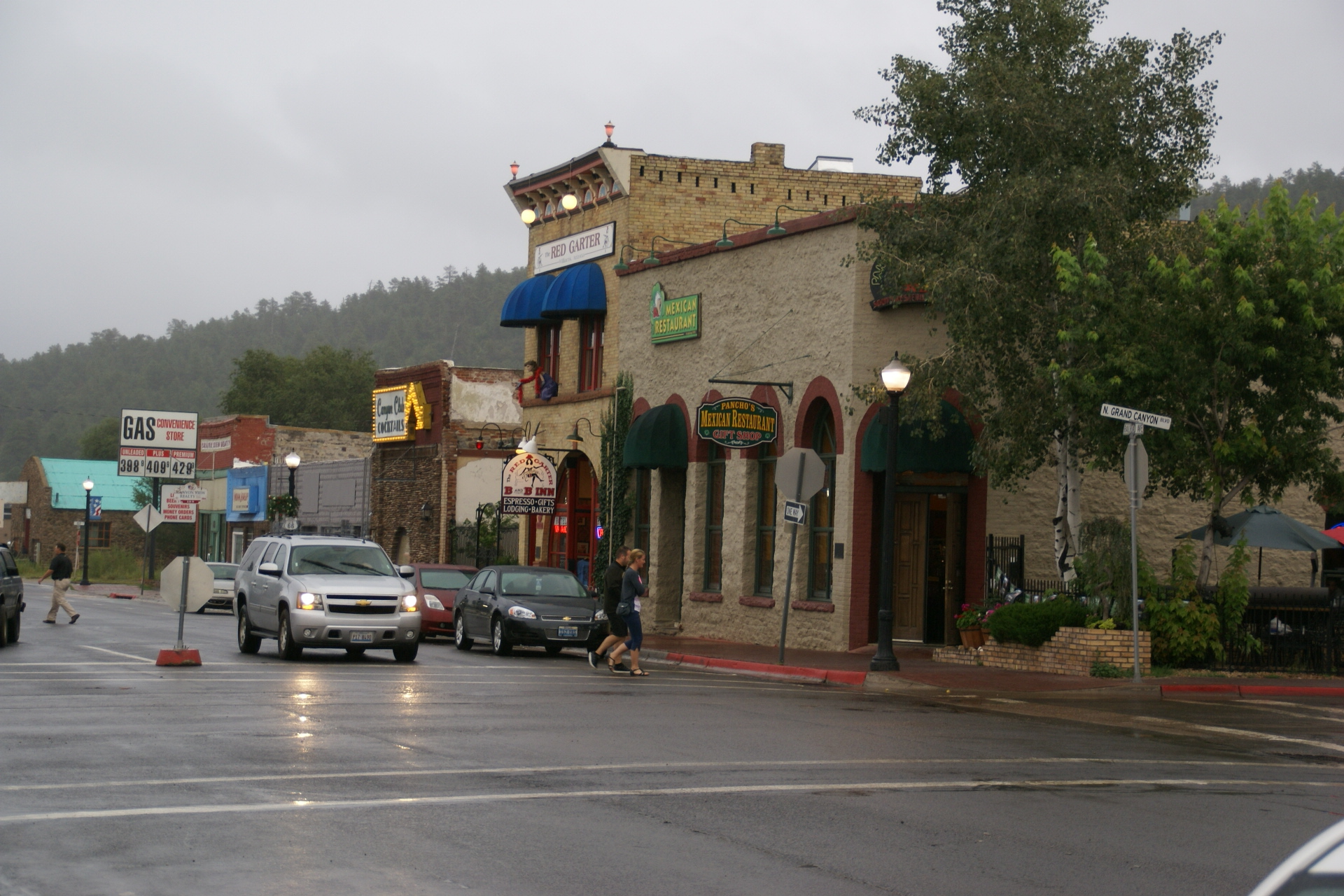
ウィリアムズ

ウィリアムズ（Williams）は、アメリカ合衆国アリゾナ州のココニノ郡にある都市。人口は3,545人（2024年推計）。グランド・キャニオン国立公園の南の入口として機能している。

## 歴史
1881年に設立し1901年に法人化した。名称は登山家の William "Old Bill" Williams にちなんでいる。

## 交通

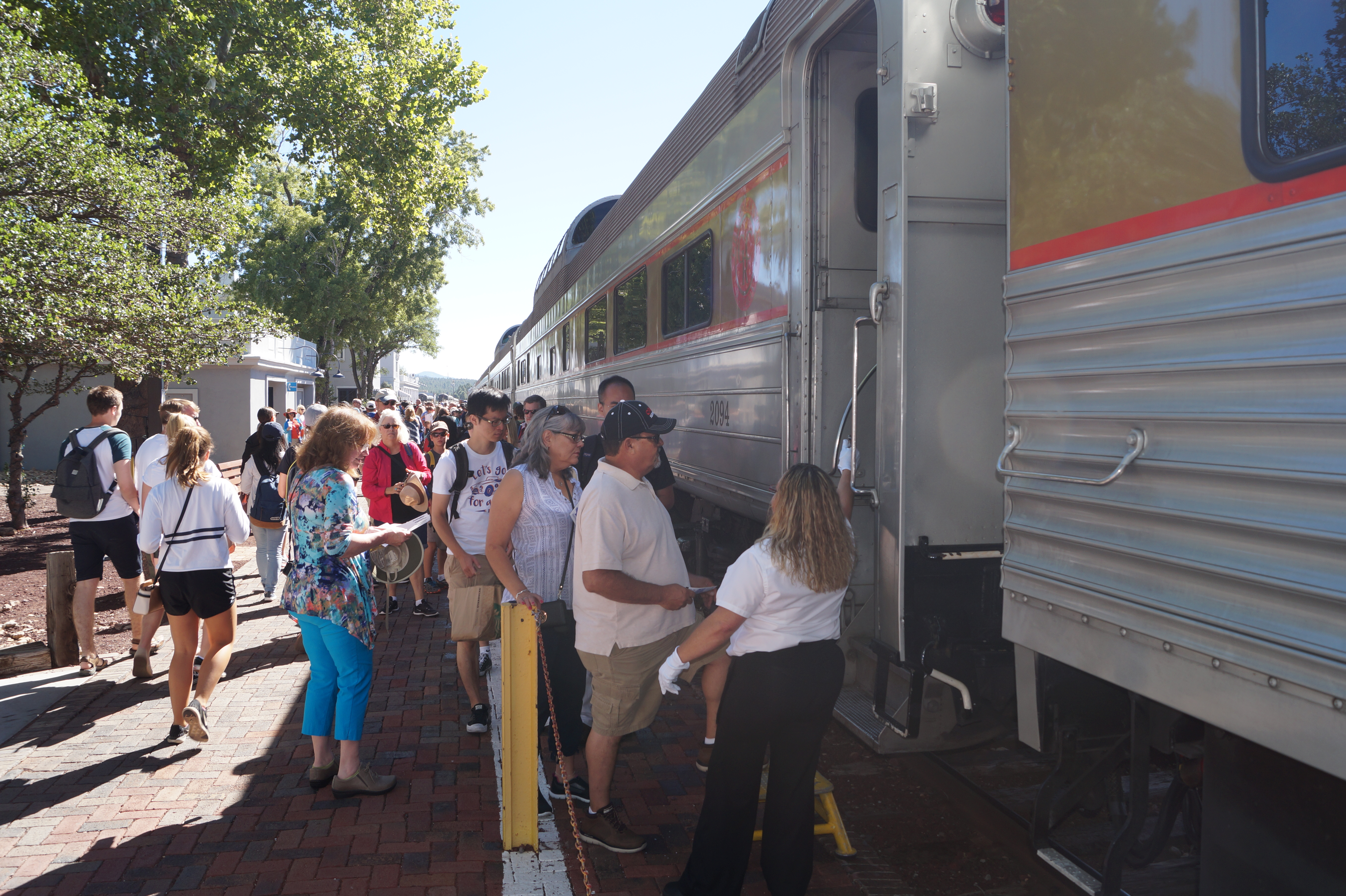
グランド・キャニオン鉄道

アメリカの東西を結ぶ国道66号線沿いの町として発展した。1980年代に州間高速道路40号線が開通し国道は廃線になった。
グランド・キャニオン・ビレッジ行きの観光列車が運行している。かつてアムトラックのサウスウェスト・チーフが停車していたが、2018年以降は通過措置となっている。利用には70キロメートル東のフラッグスタッフまで行く必要がある。

## 地理

ココニノ郡内の位置（上）

- 座標：北緯35度15分34秒 西経112度09分04秒 / 北緯35.25944度 西経112.15111度
- 標高：2,108メートル
- 面積：113.4平方キロメートル

町の南部には標高2,821メートルの「ビル・ウィリアムズ山」がある。

## 人口統計
2010年国勢調査 (CSV)
- 人口：3,094人
- 平均収入：$32,455、家族あたり：$39,063
  - 男性平均収入：$27,237
  - 女性平均収入：$25,162
  - 一人当たり所得：$16,223
- 貧困層：9.9 % の家族、人口の 12.8 %